# 버저

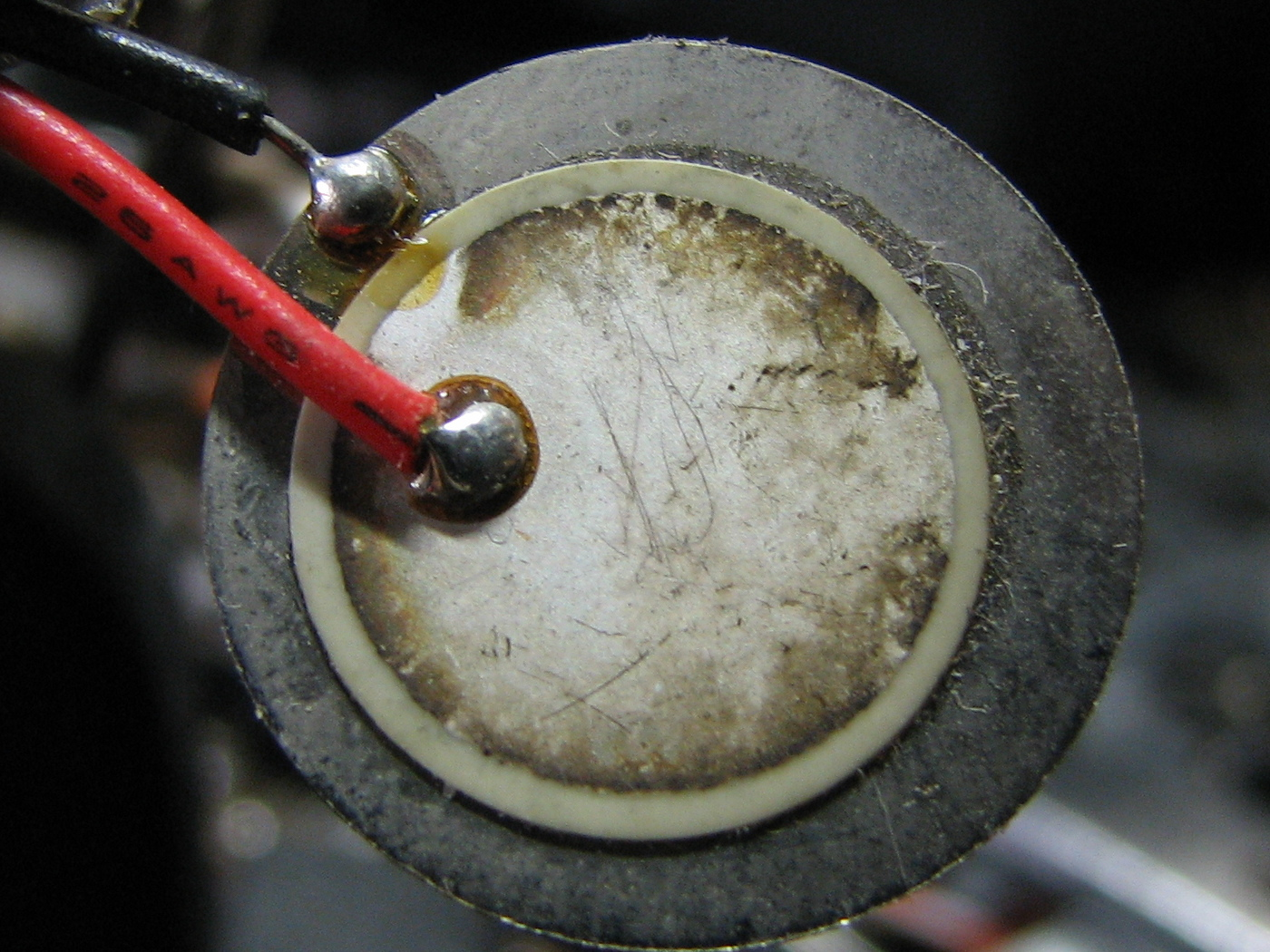
압전 방식의 디스크형 비퍼

버저 또는 비퍼(영어: buzzer 또는 beeper)는 소리 신호 알림 장치이며, 기계, 전자기계, 압전 방식(piezoelectric)으로 되어 있다. 버저의 종류에는 알람 기기, 타이머, 또 마우스 클릭이나 키 입력과 같은 사용자 입력의 확인 등이 있다. 흔히 '부저'로 알려져 있으나 buzzer의 발음 기호가 [ˈbʌzə]이므로 외래어 표기법에 따라 '버저'로 적는다.

## 역사
전기적 버저는 1831년 조지프 헨리에 의해 발명되었다. 1930년대 초 더 부드러운 톤을 가진 차임벨이 선호될 때까지 초기 초인종에 주로 사용되었다.
압전 방식의 버저 또는 피에조 버저는 일본의 제조업체들에 의해 발명되었으며 1970년대에서 1980년대까지 다양한 제품들에 적용되었다. 이러한 발전은 주로 일본의 제조 기업들의 협업의 결과에서 비롯되었다. 1951년, Barium Titanate Application Research Committee을 설립하였으며 이를 통해 회사들이 경쟁적으로 협업할 수 있게 만들었고 여러 압전 방식의 혁신과 발명품들이 탄생할 수 있게 되었다.

## 이용
- 경보표시판
- 전자 메트로놈
- 게임 쇼
- 전자레인지 등의 가전 제품
- 야구 경기와 같은 스포츠 행사

## 같이 보기
- 자명종
- 클랙슨